# Anilocra hedenborgi
Anilocra hedenborgi là một loài chân đều trong họ Cymothoidae. Loài này được Bovallius miêu tả khoa học năm 1887.